# Zalaegerszegi Csuti SK
Zalaegerszegi Csuti SK, pełna nazwa Zalaegerszegi Csuti Antal Sport Klub – węgierski klub szachowy z siedzibą w Zalaegerszegu, sześciokrotny mistrz kraju.

## Historia
Powstanie klubu sięga działalności Zalaegerszegi TE, który od 1972 roku grał w NB I. W grudniu 1986 roku sekcja szachowa Zalaegerszegi TE została zlikwidowana. W odpowiedzi na brak silnego klubu szachowego w Zalaegerszegu, 1 lutego 1987 roku utworzono Zalaegerszegi Csuti Antal SK, przyjmując za patrona Antala Csutiego, zmarłego w 1972 roku związanego z Zalaegerszegiem szachistę. Klub przejął zgłoszenie Zalaegerszegi TE, toteż od początku funkcjonowania grał w NB I.
W 1993 roku klub zadebiutował w Pucharze Europy. W 1996 roku zajął w tych rozgrywkach dziesiątą pozycję, a w 2002 roku najwyższą – ósmą. W 2003 roku uzyskano ponownie dziesiąte miejsce. Zawodnikami klubu byli wówczas m.in. Lajos Portisch i Gyula Sax. W sezonie 2001/2002 klub po raz pierwszy zdobył mistrzostwo kraju. Następnie skutecznie czterokrotnie go bronił, zdobywając także szósty tytuł w sezonie 2007/2008.

## Sukcesy
- Klubowy Puchar Europy: 8 miejsce (2002)
- Nemzeti Bajnokság I: mistrzostwo (2002, 2003, 2004, 2005, 2006, 2008)